# Indoariska språk

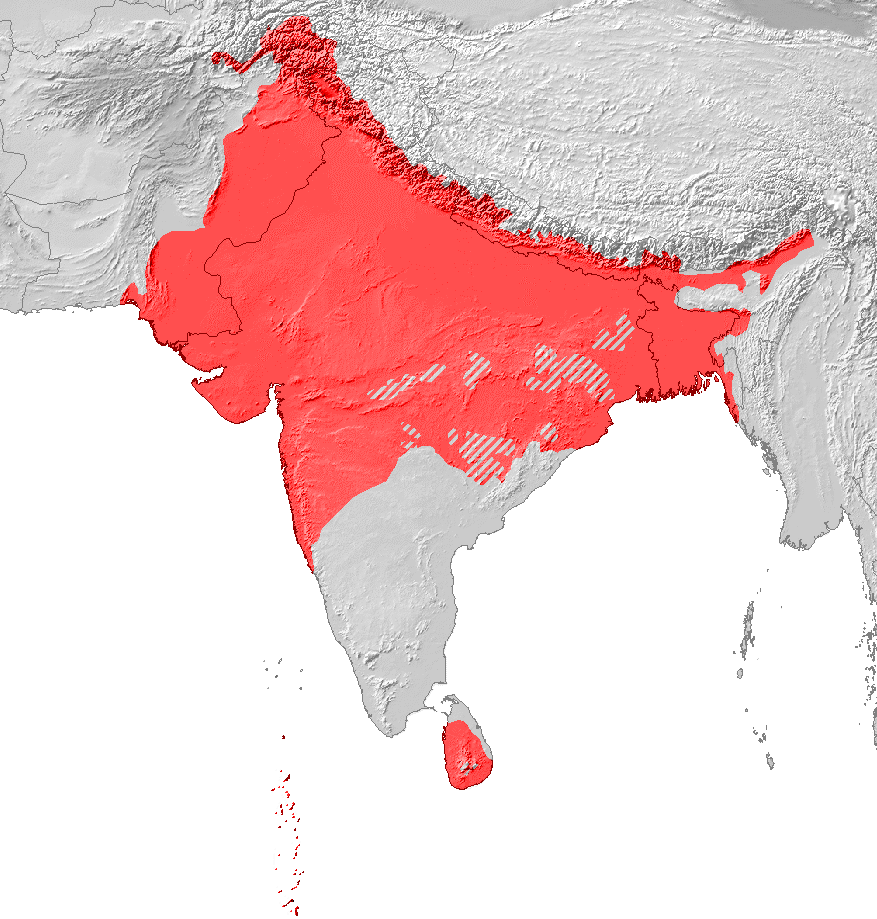
De indoariska språkens utbredningsområde i Sydasien.

Indoariska språk är en gren av den indoeuropeiska språkfamiljen. Den är framför allt utbredd i Sydasien. Tillsammans med de iranska språken bildar de indoariska den gemensamma indoiranska undergruppen inom de indoeuropeiska språken. De sammanlagt över 100 indoariska språken som talas idag har omkring en miljard talare, främst i norra och centrala Indien, i Pakistan, Bangladesh, Nepal, Sri Lanka och på Maldiverna. Till de viktigaste indoariska språken hör hindi, det nära besläktade urdu, bengali, ytterligare indiska regionala språk samt det klassiska språket sanskrit. De indoariska språken är inte besläktade med de dravidiska språken, som talas i södra Indien, men genom långvarig språkkontakt har de utvecklat många gemensamma drag.
De indoariska språken indelas kronologiskt i tre grupper:
1. Fornindoariska
2. Medelindoariska
3. Nyindoariska

## Förhållande till andra språk

### Den indoeuropeiska språkfamiljen
De indoariska språken bildar en undergren av de indoeuropeiska språken, som även majoriteten av de språk som talas i Europa tillhör. Andra grenar är till exempel grekiskan, romanska språk, slaviska språk och germanska språk. De indoariska språken är därmed även avlägset besläktade med svenskan. Denna släktskap visar sig även vid en första anblick hos några få ord i de moderna språken: Så lyder ordet för "namn" på bengali nām, hindiordet för "ny" är nayā och "ko" heter på marathi gau. I andra fall som "hjul" och nepali cakkā kan man bara visa det gemensamma ursprunget genom komplicerade etymologier. För större delen av ordförrådet och framför allt grammatiken i de moderna indoariska språken kan man dock knappast finna en motsvarighet i de nutida europeiska språken. Mellan forntida språk som sanskrit och latin eller klassisk grekiska är överensstämmelserna däremot betydligt större, både vad gäller ordförrådet och morfologin. Man kan till exempel jämföra former som sanskrit dantam och latin dentem "tand" (ackusativ) eller sanskrit abharan och klassisk grekiska epheron "de bar".
Upptäckten att sanskrit var besläktat med språk i Europa var tongivande för utvecklingen av den jämförande språkforskningen. Engelsmannen William Jones hade lärt sig sanskrit under sin tid som domare i Calcutta och postulerade 1786 som första person att sanskrit var besläktat med grekiska, latin, gotiska och keltiska språk. På denna grundval grundade den tyske språkvetenskapsmannen Franz Bopp (1791–1867) den jämförande indoeuropeiska språkforskningen. Att de moderna indoariska språken var besläktade med sanskrit kom man på först senare, men sköt då så att säga över målet och såg även de dravidiska språken som avkomlingar till sanskrit. Först Robert Caldwell insåg 1856 att de dravidiska språken utgör en självständig språkfamilj.

### Den indoiranska språkgrenen
Inom de indoeuropeiska språken står de indoariska språken nära de iranska språken, som bland andra persiskan, kurdiskan och pashto tillhör. Även här visar sig släktskapen tydligast i de äldsta språkformerna: I fornpersiskan, de akemenidiska storkungarnas språk, och sanskrit är många ord som daiva och deva "gud", būmi och bhūmi "jord" samt aspa och aśva "häst" nästan lika, medan de moderna språken har utvecklats skiljaktigt från varandra. De indoariska och iranska språken sammanförs till den indoiranska språkgrenen. Som en självständig undergren av dessa räknas den lilla gruppen nuristanispråk, som talas i Afghanistan och Pakistan. De dardiska språken, som också talas i den nordvästra delen av Sydasien, har en osäker ställning inom de indoiranska språken. Medan man tidigare antingen förde samman dem med nuristanispråken eller såg dem som en självständig gren, anser man dem nu som en undergrupp av de indoariska språken.

### Sydasiatiskt språkförbund

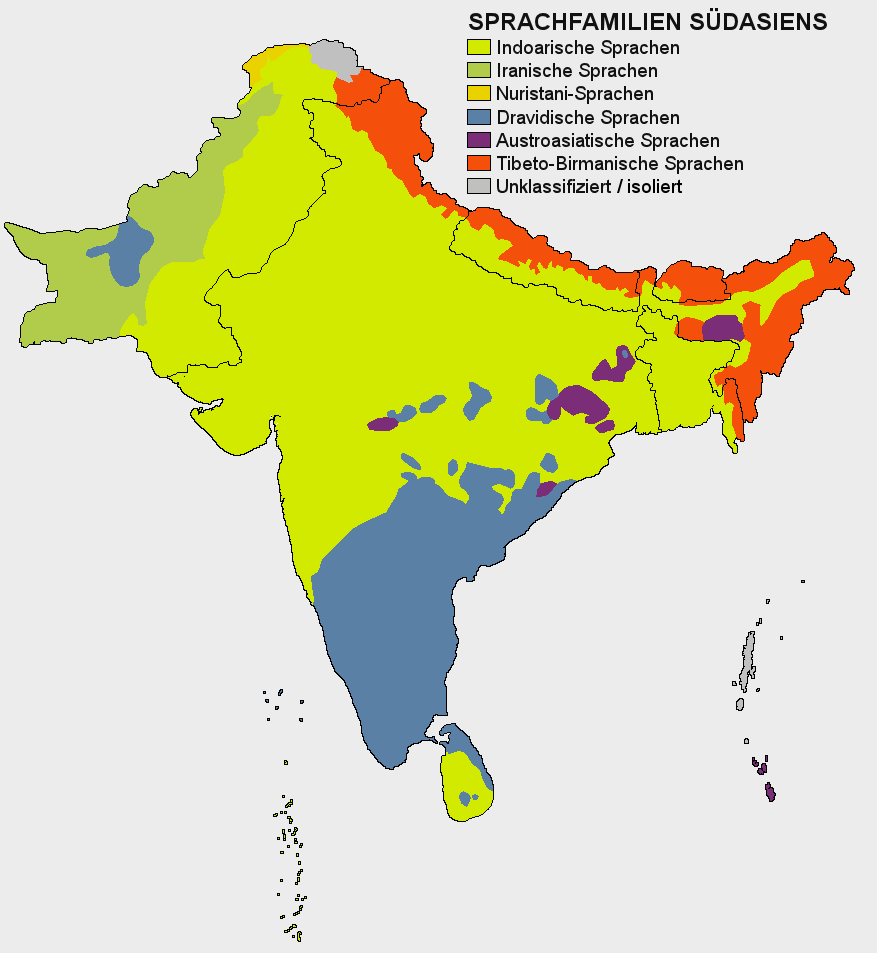
De indoariska språken inom språkfamiljerna i Sydasien.

De indoariska språken delar den indiska subkontinenten med tre andra språkfamiljer: de dravidiska språken (vars viktigaste företrädare är tamil, malayalam, telugu och kannada) som huvudsakligen är utbredda i södra Indien, den mindre gruppen mundaspråk (en gren av de austroasiatiska språken) i mellersta Indien och de tibeto-burmanska språken (en gren av de sinotibetanska språken) vid subkontinentens norra och östra gränser. De indoariska språken är inte genetiskt besläktade med dessa språkfamiljer, men de har genom årtusendelång språkkontakt i ordförråd, morfologi och fonetik (särskilt karakteristiskt kanske förekomsten av retroflexa konsonanter) haft stort ömsesidigt inflytande på varandra. På grund av de talrika gemensamma dragen kan man sammanföra dessa språk i ett sydasiatiskt språkförbund (sprachbund). Framför allt har växelverkan mellan de indoariska och dravidiska språken varit avsevärd. De dravidiska språken har tagit över ord från sanskrit i stor mängd, medan de själva har utövat ett starkt strukturellt inflytande på de indoariska språkens fonetik och syntax.

## Historik
De indoariska språken kan se tillbaka på en språkhistoria på nästan fyra årtusenden. Man indelar den i tre historiska stadier: fornindoariska (vediska, klassisk sanskrit), medelindoariska (prakritspråk, pali, apabhramsha) och nyindoariska, de indoariska språk som talas från cirka 1000 e.Kr. till idag.

### Förhistoria
Som medlemmar av den indoeuropeiska språkfamiljen stammar de indoariska språken från ett antaget indoeuropeiskt urspråk, som kan antas ha talats under fjärde eller tredje årtusendet f.Kr. på stäpperna i södra Ryssland. Från den urindoeuropeiska befolkningen avdelade sig en grupp, som benämnde sig själva "arier" (ārya) och som talade ett förstadium till de indoiranska språken. Efter att de hade uppehållit sig en tid i Baktrien, delade de sig omkring 2000 f.Kr. i en iransk och en indoarisk gren. Iranierna slog sig ned i norra och västra Iran, medan indoarierna, antagligen omkring 1500 f.Kr., i flera vågor invandrade på indiska halvön. Det äldsta språkliga beviset för indoarierna härstammar från det hurritiska Mitanni-riket i norra Mesopotamien och nordöstra Syrien. Där härskade på 1500- till 1200-talen f.Kr. ett härskarskikt, som bar entydigt indoariska namn och dyrkade gudar som Indra. I en lärobok i hästskötsel, som mitanniern Kikkuli författade på 1400-talet f.Kr. på hettitiska, finns enstaka fackbegrepp som har inlånats från indoariskan. Detta tidiga indoariska skikt i västra Asien försvann spårlöst efter Mitannirikets undergång.

### Fornindoariska språk
Den fornindoariska fasen börjar med indoariernas invandring till Indien under andra årtusendet f.Kr. Denna skedde antagligen i flera vågor eller under en längre tidsrymd. Efter hand bredde indoarierna ut sig i norra Indien och trängde där ut urbefolkningens språk, men inte utan att influeras av dem. Mycket tyder därför på att de dravidiska språken och mundaspråken en gång talades i ett mycket större område, innan de trängdes tillbaka till Sydindien respektive centrala Indiens bergs- och skogsområden av den indoariska expansionen. Det i Indien populära synsättet att indoarierna är en inhemsk befolkning i Indien som där ska ha grundat Induskulturen är ur den västerländska språkvetenskapens synvinkel inte hållbart.
Vediska och klassisk sanskrit sammanfattas med beteckningen fornindoariska eller fornindiska. Vediskan, språket i Veda-skrifterna, är den tidigaste bevarade indoariska språkformen. Dateringen av texterna, som under lång tid endast traderades muntligt, är osäker, men de äldsta hymnerna i Rigveda måste ha uppstått kort efter indoariernas invandring till Indien efter mitten av andra årtusendet f.Kr. Vediskan utgör en arkaisk form av sanskrit med större grammatisk formrikedom och vissa skillnader i fonologi och ordförråd. Skillnaden mot klassisk sanskrit motsvarar ungefär den mellan Homeros språk och klassisk grekiska. Språket i Brahmanas och Sutras är ett mellanstadium mellan vediska och klassisk sanskrit.
För att säkerställa felfri recitation av de heliga texterna utvecklades i Indien tidigt vetenskapen om fonetik och grammatik. Denna fann sin fulländning i Paninis grammatik. Omkring 300 f.Kr. kodifierade denne i sin grammatik det bildade överskiktets språk. Det enkla folket talade vid denna tid redan medelindoariska språkformer. Beteckningen "sanskrit" (saṃskr̥ta "tillrättalagd") står också i motsats till begreppet "prakrit" (prākr̥ta "naturlig"), som man sammanfattar de medelindoariska språken med. Paninis grammatik blev normativ för klassisk sanskrit. Följaktligen blev sanskrit som litteraturspråk konserverat på ett arkaiskt stadium och existerade, likt latinet i medeltidens Europa, över en lång tidsrymd som ett religions- och lärdomsspråk. Denna ställning har sanskrit kunnat behålla i försvagad form till idag. Indiens författning erkänner till och med sanskrit som ett av landets 22 nationalspråk.
Sanskritlitteraturens blomstringstid inföll i mitten av första årtusendet e.Kr. Detta innebär att exempelvis en diktare som Kalidasa, som antagligen levde på 400-talet, skrev sina verk i en tid då sanskrit sedan länge inte var något talat språk, och höll sig till regler som formulerades av en grammatiker som hade levt 700 år före honom. Till skillnad från ljud- och formläran var syntaxen dock nästan inte reglerad av Panini och kunde därför under inflytande av de medelindoariska språken utveckla egenarter som var obekanta i de tidiga stadierna av fornindoariskan. Karakteristiskt för klassisk sanskrit är förkärleken för passivkonstruktioner och bildande av omfattande sammansättningar med upp till 20 beståndsdelar.

### Medelindoariska språk
De medelindoariska språken uppstod redan från cirka 600 f.Kr. från fornindoariskan. Då de talade formerna av fornindoariskan ingalunda var enhetliga, är det vanliga påståendet att specifika medelindoariska språk "uppstod ur sanskrit" vilseledande. Kännetecknande för utvecklingen från forn- till medelindoariska är en förenkling av formläran och ordens fonetiska struktur (till exempel sanskrit trividya till pali tevijja). Flera medelindoariska språkvarianter har bevarats. För dessa används ofta samlingsbegreppet "prakrit". De äldsta språkliga vittnesbörden om medelindoariskan och samtidigt de äldsta skriftliga lämningarna i Indien är kejsar Ashokas edikt, som avfattades på en rad olika regionala dialekter. Dessa har bevarats i inskrifter i sten från olika delar av Indien, skrivna med brahmiskriften. De reformerande religionerna buddhismen och jainismen använde prakrit för sina skrifter. Även i diktningen kom stiliserade former av prakrit till användning, delvis parallellt med sanskrit. Det klassiska sanskritdramat är flerspråkigt: Huvudpersonerna talar sanskrit, kvinnorna sauraseni-prakrit, komiska karaktärer talar magadhi-prakrit och de lyriska sångerna är författade på maharashtri-prakrit.
De medelindoariska språken kan indelas i tre faser. Den tidigaste fasen representeras av pali, som är det viktigaste medelindoariska språket i egenskap av språket i hinayana-kanon och mycket annan buddhistisk litteratur. I buddhistiska länder som Sri Lanka, Burma och Thailand har pali ställning som klassiskt språk. De senare prakritvarianterna underdelas i en västlig och en östlig gren. Huvudformen av det västliga prakrit, sauraseni, var utbredd i området vid floderna Ganges och Yamuna. Den var dessutom standardformen av prakrit i dramat och språket i vissa jainistiska texter. Till det östliga prakrit hörde magadhi, språket i landet Magadha i nuvarande Bihar. Det användes också för att framställa lägre klasser i sanskritdramer. Geografiskt och språkligt intog ardhamagadhi ("halvmagadhi"), som talades i Kosala (dagens östra Uttar Pradesh), en mellanställning. Den tidiga jainistiska kanon är avfattad på ardhamagadhi. Maharashtri, förelöparen till det nutida marathi, var besläktat med ardhamagadhi. Det användes framför allt som språk i poesin, så även för sångerna i sanskritdramer. Fonologiskt utgör det den mest framskridna dialekten i den mellersta fasen. Utanför Indien finns Niya-Prakrit belagt i handskrifter från 200- till 600-talet som förvaltningsspråk för indoariska grupper i Xinjiang. Besläktat med det är det något äldre gandhari, språket i indoariska Khotan-manuskript från första århundradet.
Vid mitten av första årtusendet bildades nästa stadium av medelindoariskan, vilket man kallar apabhramsha (apabhraṃśa "fördärvat språk"). Begreppet används generaliserande för alla indoariska dialekter från den sena medelindoariska fasen. Apabhramsha är grammatiskt ännu mer förenklat än prakritspråken och utgör redan ett övergångsspråk till nyindoariskan. Det viktigaste litteraturspråket från denna period var nagara-apabhramsha. Dessutom fanns flera regionala apabhramshas, som redan utgör föregångare till de nuvarande indoariska språken.
Singalesiskan utgör ett särfall, då singaleserna invandrade till Sri Lanka redan omkring 500 f.Kr., troligen från Gujarat och deras språk har, isolerat från de övriga indoariska språken, utvecklats på egna vägar. Från första århundradet f.Kr. finns ett singalesiskt prakrit bevarat i inskrifter. Den singalesiska motsvarigheten till apabhramsha-fasen är elu.

### Nyindoariska språk
Övergången från medel- till nyindoariskan ägde rum ungefär 900–1100 e.Kr. Denna fas är dåligt dokumenterad. De första texterna på nyindoariska språk uppträder först rätt sent: Från 1100-talet finns en kort inskrift på marathi och en gloss på bengali bevarade. Det äldsta litterära verket på marathi tillkom 1290, på gujarati 1394 och på urdu omkring år 1400.
I de nyindoariska språken blir den grammatiska utveckling som avtecknade sig redan i den medelindoariska fasen fullständigt genomförd. Endast rudiment från den gamla flekterande språkstrukturen finns kvar och istället för denna genomförs en analytisk struktur och vissa språk utvecklar perifrastiska och agglutinerande former. I detta avseende är de västliga språken generellt mer konservativa än de östliga. Särskilt många arkaiska element har bevarats i de dardiska språken. Framför allt på ordförrådets område lämnade de muslimska sultanerna av Delhi och mogulerna, som använde persiska som hovspråk, samt den brittiska kolonialtiden spår i de indoariska språken.

## Språkgeografi
Det huvudsakliga utbredningsområdet för de nutida indoariska språken omfattar den norra delen av indiska halvön ungefär från Indus i väster till Assam i öster samt från Himalaya i norr till ungefär 18:e breddgraden i söder. De indoariska språken är Sydasiens största språkfamilj. 15 av Indiens 22 officiella språk är indoariska och tre av fyra indier talar ett indoariskt språk som modersmål. Även i Pakistan, Bangladesh, Nepal, Sri Lanka och på Maldiverna är ett indoariskt språk statsspråk. Utbredningsområdet omfattar alltså också stora områden utanför Indien, men å andra sidan inte de områden i södra Indien där i stället främst dravidiska språk talas.

### Centrala Indien

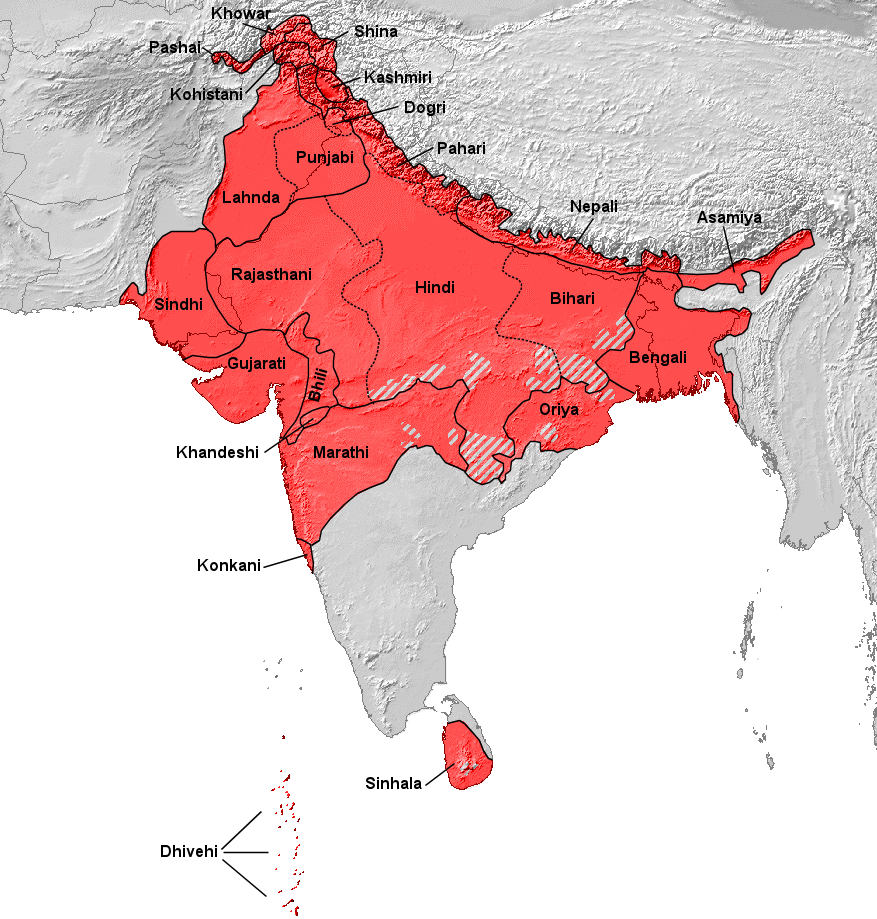
Utbredningsområde för de viktigaste indoariska språken.

Indiens officiella nationalspråk är hindi. Antalet modersmålstalare beror på i vilken utsträckning man räknar närliggande språk respektive dialekter som varieteter av hindi eller som självständiga språk. I snävare mening har hindi över 200 miljoner modersmålstalare, men om man utgår från den indiska regeringens utvidgade definition uppgår det till 420 miljoner. 
Inräknat dem som talar det som andra språk talas hindi av 500 miljoner indier, och detta antal tilltar ständigt. Standardiserad hindi vilar på hindustani, ett överregionalt handelsspråk på grundval av khari boli, dialekten i Delhi och dess omgivning. Det är statsspråk i de nordindiska staterna Uttar Pradesh, Bihar, Jharkand, Chhattisgarh, Madhya Pradesh, Rajasthan, Haryana, Uttarakhand och Himachal Pradesh samt i unionsterritoriet Delhi och används av befolkningen som skriftspråk. I detta centralindiska område används en rad nära besläktade regionalspråk, som delvis också klassificeras som hindidialekter. Dessa underdelas i två grupper, "västhindi" eller västcentralindiska (haryani, braj-kanauji, bundeli) och "östhindi" eller östcentralindiska (awadhi, bagheli, chhattisgarhi).
På politiska grunder klassificerar den indiska regeringen en rad andra språk, som ur språkvetenskaplig synvinkel är självständiga, tillhör olika undergrupper av indoariska språk och delvis till och med har ett eget skriftspråk, som "hindidialekter". Dessa är språken i den östindiska biharigruppen (med bhojpuri, maithili och magahi), de västindiska rajasthanispråken samt i norr den nordindiska gruppen paharispråk, som talas vid gränsen till Himalaya. Denna definition är inte lingvistiskt grundad, utan uteslutande politiskt motiverad. Målet är att hindi ska fungera som ett verkligt nationalspråk. I vilket fall som helst influerar hindi som medie- och prestigespråk i tilltagande utsträckning andra indoariska språk.
Urdu, de indiska och pakistanska muslimernas språk, och hindi är på det vardagsspråkliga området nästan identiska; de vilar båda på hindustani och är inte ens urskiljbara dialekter. Urdus skriftspråk skiljer sig dock genom ett stort antal ord av persisk och arabisk härkomst och användningen av arabiska alfabetet. Trots 65 miljoner talare (med andraspråkstalare 105 miljoner) är urdu ett språk utan territoriell bas. Den muslimska stadsbefolkningen i norra Indien utgör en majoritet av dess talare. Dessutom är en urdudialekt som kallas dakhini utbredd i sydindiska städer som Hyderabad. I Pakistan talas urdu som modersmål av en liten del av befolkningen (ungefär 10 miljoner), men är landets officiella nationalspråk och fungerar som överregionalt handels- och bildningsspråk. Antalet urdutalare stiger därför oavbrutet.

### Öster
Till de östindiska språken räknas den ovan nämnda bihari-gruppen (sammantaget 65 miljoner talare) med huvudspråken bhojpuri, maithili och magahi, som talas i Bihar mellan de centralindiska språkvarieteterna och bengali. Bengali (med 210 miljoner talare det näst största indoariska språket) är språket i de indiska delstaterna Västbengalen och Tripura samt i Bangladesh. Vissa av bengalivarieteterna (chittagong, sylhetti och rajbangsi) klassificeras också som självständiga språk. Nordost därom talas assamesiska i den indiska staten Assam av 15 miljoner människor.
Språket i delstaten Orissa, som ligger vid Indiens östkust, är oriya, som talas av 32 miljoner människor. I skogs- och bergsområden i centrala Indien talas förutom adivasistambefolkningens icke-indoariska språk även bhatri och halbi, två indoariska övergångsdialekter.

### Söder och väster
Marathi är utbrett i nordvästra Deccan i delstaten Maharashtra och har sammanlagt 80 miljoner talare. Nära besläktat med marathi är konkani (8 miljoner talare), som är statsspråk i Goa och dessutom talas i sydligaste Maharashtra samt vid kusten i Karnataka och Kerala.
I stamområdena i norra Maharashtra, östra Gujarat och södra Rajasthan talar man bhili och khandeshi, två indoariska språk, som tidigare betraktades som gujaratidialekter. Gujarati, som ansluter sig väster därom, har 45 miljoner talare och talas i delstaten Gujarat samt av en del av befolkningen i Bombay. Norr därom ansluter Rajasthans språk, den så kallade rajasthanigruppen med språken marwari (15 miljoner), malvi, bagri, lambardi och nimadi, vardera 1 till 2 miljoner talare.
Sindhis språkområde (22 miljoner talare) börjar i västra Gujarat och fortsätter bortom den pakistanska gränsen i provinsen Sindh vid Indus nedre lopp. Nära besläktad med sindhi är gruppen västliga så kallade panjabi-dialekter, som också betecknas lahndagruppen. Av lahnda-dialekterna har siraiki gjort sig gällande som skriftspråk. Ett annat västpanjabiskt språk är hindko. Sammantaget talar cirka 80 miljoner lahnda, hindko eller siraiki. Det egentliga (östliga) panjabi har sammantaget 30 miljoner talare och är utbrett i norra delen av den pakistanska Indusdalen samt i den indiska delen av Panjab. Dogri-kangri (2,2 miljoner talare) talas i Jammuområdet i indiska unionsterritoriet Jammu och Kashmir. Det räknades tidigare som en panjabidialekt, men hör till en separat språkgren och är i Indien officiellt erkänt som självständigt språk.

### Norr
Norr om hindi-språkområdet talas nepali av 16 miljoner människor, Det är nationalspråk i Nepal och är dessutom utbrett i Sikkim, Darjiling och delar av Bhutan. Ytterligare viktiga nordindiska språk är garhwali och kumauni med vardera runt 2 miljoner talare. De talas i Himalayas förberg, väster om nepalis språkområde (så kallade västpaharispråk).
Längst i nordväst på den indiska subkontinenten ligger de dardiska språkens utbredningsområde. Det viktigaste av dem är kashmiri, som talas i Kashmirdalen av 4,5 miljoner människor och är det enda dardiska litteraturspråket. De övriga dardiska språken (dit hör bland andra pashai, khowar, kalasha, shina, dameli och Indus-kohistani) talas sammanlagt av 1,2 miljoner människor i Hindukush-området i Pakistan och Afghanistan.

### Övriga områden
Avskilt från det resterande indoariska språkområdet är singalesiskan (sinhala), som talas av majoriteten av Sri Lankas befolkning (15 miljoner talare). Divehi, Maldivernas språk, har 220 000 talare och är nära besläktat med singalesiskan.
Ett specialfall utgörs av romani (romanes), romernas språk, som i talrika dialekter är utbrett över Europas och västra Asiens länder med omkring 3,5 miljoner talare. Besläktade med romani är domari och lomavren, som också talas utanför Indien i västra Asien och Europa.
Som en följd av nyare migrationsprocesser under den brittiska kolonialtiden används indoariska språk av betydande antal människor även i Karibien, Guyana, Sydafrika, Mauritius och Fiji. I Fiji fungerar till och med en variant av hindustani som statsspråk. (Se Fijiansk hindi.)

## Klassificering

### Problem
Den interna klassificeringen av de nyindoariska språken, som har talats sedan ungefär 1000 e.Kr., stöter på många problem. Idealiskt kan ett stamträd återge den genetiska avsöndringen av en grupp språk, som genom rumsligt avlägsnande har utvecklats från varandra. Denna process har i princip även ägt rum hos de indoariska språken, men går på grund av diverse vandringsrörelser delvis inte längre att entydigt rekonstruera historiskt. Orsakerna till de ständigt inträffande migrationerna och de blandningsprocesser som hänger samman med dem är att det knappt finns några naturliga hinder i det indiska kärnlandet och att de politiska enheterna är instabila och har multietniska och mångspråkiga samhällen. Dessa processer resulterar slutligen i ett dialektkontinuum, som sträcker sig över hela det indoariska språkområdet från väster till öster och norr till söder.
Följderna av detta är för det första stora svårigheter med identifieringen av enskilda språk, med avgränsning av dialekt och språk och slutligen med klassificeringen, det vill säga den inre indelningen av de nyindoariska språken som helhet. En försvårande omständighet är att övergången från sen medelindoariska till nyindoariska ungefär vid 900–1100 e.Kr. är endast mycket svagt skriftligt belagd. Därigenom blir det nästan omöjligt att föra tillbaka nyindoariska språk på bestämda medelindoariska språk och därmed uppnå en naturlig gruppbildning av de nyindoariska språken.
Då en enkel, väl motiverbar stamträdsmodell alltså inte är lätt att uppnå, har det funnits försök att förstå struktureringen av de nyindoariska språken med hjälp av vågmodellen. Därigenom undersöker man innovationer som utgår från bestämda centra, som under tidens lopp har rört sig genom delområden av de nyindoariska språken och rekonstrueras i isoglosser. Här spelar fenomenet prestigespråk en stor roll. Prestigespråkets kännetecken och innovationer har övergått till närliggande språk, förstärkt genom kontakt. (Indoariska prestigespråk med denna funktion har varit vediskan, sanskrit, magadhi, sauraseni, apabhramsha och i nutiden hindi.) Problemet med vågteorin är att olika isoglosser leder till helt olika indelningar och att det därför i förlängningen motverkar en enhetlig klassificering.

### Historiska ansatser
Klassificeringsförsök i klassisk genetisk mening förekom redan sedan tidigt 1800-tal. Men först Hoernle 1880 ger en översikt som redan är baserad på ett större antal nyindoariska språk och därmed är jämförbar med modernare formuleringar. Hoernles huvudindelning är en nordvästlig och en sydöstlig, vilka han för tillbaka på tidsmässigt separerade invandringsvågor:
- Nyindoariska språk (efter Hoernle 1880)
  - Nordvästgrupp
    - Nordgrupp: Nepali, kumanauni, garhwali med flera
    - Västgrupp: Sindhi, panjabi, gujarati, hindi med flera

  - Sydöstgrupp
    - Östgrupp: Bihari, bengali, oriya med flera
    - Sydgrupp: Marathi, konkani

Många senare forskare har övertagit grundstrukturen i denna även arealt betingade klassificering. Dock förkastades snart tesen om olika invandringsströmmar. Ett nästa viktigt steg togs av Grierson i hans Linguistic Survey of India (1903-28), som ännu idag utgör ett viktigt arbetsunderlag. Han utgick från ett koncept med "yttre" och "inre" nyindoariska språk. Till de inre räknade han pahari-gruppen, panjabi, rajasthani, gujarati och hindi, till de yttre östgruppen (bengali, assamesiska, oriya), sydgruppen (marathi, konkani, singalesiska) och en nordvästgrupp (lahnda, sindhi). Däremellan positionerade han en "mellangrupp" av övergångsspråk (till exempel awadhi, chhattisgarhi). Inre-yttre-konceptet kunde stå sig lika lite som migrationstesen.
Chatterji 1926 framlade sedan en ny klassificering, som redan i det väsentliga motsvarar nutida ansatser. Fastän grupperna fortfarande har areala namn, utgår Chatterji från lingvistiska kännetecken och bestämda fonetiska isoglosser och kommer därmed till följande icke-hierarkiska klassificering:
- Nyindoariska språk (efter Chatterji 1926)
  - Nord: Pahari, nepali
  - Nordväst: Lahnda, panjabi, sindhi
  - Sydväst: Rajasthani, gujarati
  - Central: Hindi och besläktade språk
  - Ost: Bihari, bengali, assami, oriya
  - Syd: Marathi, singalesiska

Grierson reviderar 1931 sin ursprungliga ansats och kommer till en inre indelning mycket lik Chatterjis. Även de klassificeringar som framlagts av Turner (1960), Katre (1965) och Cardona (1974) är vardera motiverade varianter på Chatterjis ansats.

### Särfallen dardiska, romani och singalesiska
Medan man alltså så småningom hade funnit en ungefärlig konsensus om de nyindoariska språkens kärna, visserligen utan att ha kommit fram till en allmänt accepterad indelning i varje detalj, fanns det fortfarande längre dispyter om randgrupperna, nämligen dardiska språk, de romska språken (romani, domari och lomavren) och singalesiskan och divehi. De senare har man antingen räknat till de sydindoariska språken (marathi, konkani) eller behandlat som en egen grupp.
För dardiskan är det fortfarande inte slutgiltigt klargjort, vilka språk som ska höra dit. Om man ursprungligen räknade nuristanispråken dit, så tenderar idag de flesta forskare att uppfatta nuristani som en tredje gren av indoiranskan, med samma rang som iranskan och indoariskan och inte längre föra dem till dardiskan. De (resterande) dardiska språkens ställning inom nyindoariskan är dock fortfarande omstridd. Medan vissa forskare betraktar det som en undergren av nordvästindiskan (tillsammans med lahnda och sindhi), gör sig positioneringen som en självständig gren av indoariskan också gällande.
Särskilt svår gestaltar sig inordningen av romani (och de andra romska språkvarieteterna), vilkas tillhörighet till de indoariska språken blev fastslagen på 1800-talet. Den moderna framställningen av romani och dess dialekter av Matras (2002) placerar det i centralindiskan nära hindi, medan tidigare uppfattningar på grund av vissa likheter i fonetiken snarare tenderade att föra det till nordvästindiskan. I denna fråga har det sista avgörandet ännu inte gjorts. Denna artikel framställer romani tillsammans med domari och lomavren som separat gren av nyindoariskan.
Den klassificering som ges här överensstämmer därmed i stor utsträckning med den av Gippert i Metzler Lexikon Sprache (2:a upplagan 2000), som av honom betecknas som "för tillfället bästa arbetshypotesen". En stabil, för alltid giltig klassificering av de nyindoariska språken kommer det sannolikt inte heller i framtiden att finnas, men stora avvikelser från den modell som framställs här är i alla fall antagligen inte att vänta.

### Nyindoariskans huvudgrenar
Följande strukturdiagram återger nyindoariskans huvudgrenar med de viktigaste språken. Den fullständiga klassificeringen av alla nyindoariska språk framställs i nästa avsnitt.
- Nyindoariska
  - Dardiska: Kashmiri, pashai, khowar, Induskohistani, shina, dameli
  - Nordindiska: Garhwali, kumauni, nepali
  - Nordvästindiska: dogri-kangri, hindko, lahnda (västpanjabi), panjabi, sindhi
  - Västindiska: Marwari, malvi, nimadi, gujari, bagri, lambardi; gujarati, vasavi; bhili; khandeshi
  - Centralindiska: Hindi, urdu, braj-kanauji, haryanvi, bundeli; awadhi, chhattisgarhi
  - Östindiska: Bhojpuri, maithili, magahi, sadri; oriya; assamesiska, bengali, chittagong, sylhetti, rajbangsi
  - Sydindiska: Marathi, konkani
  - Sinhala-divehi: Singalesiska, divehi (maldiviska)
  - Romani-domari: Romani, domari

### Klassificering av de nyindoariska språken
För varje huvudgren av nyindoariskan anges i följande översikt den strukturella indelningen och de tillhöriga språken med deras aktuella antal talare. För språkidentifikationen (och avgränsning gentemot dialekter) hänvisas framför allt till David Dalby The Linguasphere Register (2000). Det bör hänvisas att de framställda enheterna faktiskt är "språk" och inte bara "dialekter"; varje anfört språk har i regel flera dialekter. Mellan närliggande språk finns det normalt övergångsdialekter, vilkas position naturligtvis är problematisk. För en fullständig och detaljerad framställning med dialekter och underdialekter se den nedan angivna externa länken, som denna klassificering är baserad på. Uppgifterna om antalet talare kommer i det väsentliga från Ethnologue (15:e upplagan 2005), vid större språk har statistiska årsböcker och ytterligare källor anlitats.
Huvudgrenar i versaler, genetiska undergrupper i fetstil, språknamn i normalstil.
DARDISKA (23 språk med 5,7 miljoner talare)
- Kashmiri
  - Kashmiri (keshur) (4,5 miljoner)
- Shina
  - Shina (500 000), brokshat (brokskat, brokpa) (3 000), ushojo (2 000), dumaki (500) [även betraktat som domaridialekt],
phalura (dangarik) (10 000), sawi (sau) (3 000)
- Kohistani
  - Induskohistani (220 000), kalami kohistani (bashkarik, garwi) (40 000), torwali (60 000), kalkoti (4 tusen),
bateri (30 000), chilisso (3 000), gowro (200), wotapuri-katarqalai (2 000), tirahi (100)
- Chitral
  - Khowar (chitrali) (240 000), kalasha (5 000)
- Kunar
  - Pashai (110 000), gawarbati (10 000), dameli (5 000), shumasti (1 000)

NORDINDISKA eller PAHARI (3 språk med 21 miljoner talare)
- Västpahari
  - Garhwali (2,2 miljoner), kumauni (2,4 miljoner)
- Östpahari
  - Nepali (16 miljoner)

NORDVÄSTINDISKA (20 språk med 135 miljoner talare)
- Dogri-Kangri
  - Dogri-kangri (2,2 miljoner), gaddi (bhamauri) (120 000), churahi (110 000), bhattiyali (100 000), bilaspuri (300 000),
kinnauri-harijani (6 000), chambeali (130 000), mandeali (800 000), mahasu-pahari (650 000), jaunsari (100 000),
kului (110 000), bhadrawahi-pangwali (90 000), pahari-potwari (200 000)
- Lahnda
  - Hindko (3 miljoner), lahnda (västpanjabi) (45 miljoner), siraiki (Sydpanjabi, multani) (30 miljoner)
- Panjabi
  - Panjabi (Östpanjabi) (30 miljoner)
- Sindhi
  - Sindhi (22 miljoner), kachchi (850 000), jadgali (100 000)

VÄSTINDISKA (13 språk med 78 miljoner talare)
- Rajasthani
  - Marwari (15 miljoner), harauti (600 000), goaria (25 000);
malvi (1,2 miljoner), nimadi (1,4 miljoner), gujari (gujuri) (1-2 miljoner),
bagri (1,8 miljoner), lambadi (lamani) (2,8 miljoner), lohari (några få tusen)
- Gujarati
  - Gujarati (45 miljoner), vasavi (1 miljoner), saurashtri (300 000)
- Bhili-khandeshi
  - Bhili (6 miljoner), kandeshi (2,5 miljoner)

CENTRALINDISKA (14 språk med 320 miljoner talare, inkl. S2 655 miljoner)
- Väst
  - Hindi (200 miljoner, med S2 490 miljoner), urdu (60 miljoner, med S2 105 miljoner),
braj-kanauji (6 miljoner), haryanvi (bangaru) (13 miljoner), bundeli (8 miljoner),
gowli (35 000), chamari (5 000), sansi (10 000), ghera (10 000), bhaya (700)
- Öst
  - Awadhi (21 miljoner), bagheli (400 tusen);
chhattisgarhi (12 miljoner), dhanwar (15 000)

ÖSTINDISKA (26 språk med 347 miljoner talare)
- Bihari
  - Bhojpuri (26 miljoner), maithili (25 miljoner), magahi (12 miljoner), sadri (2 miljoner),
oraon sadri (200 000), angika (750 000), bote-majhi (10 000)
- Oriya
  - Oriya (32 miljoner), adiwasi oriya (300 000), halbi (800 000)
- Tharu
  - Rana thakur tharu (270 000), saptari tharu (250 000), chitwania tharu (80 000),
deokri tharu (80 000), mahotari tharu (30 000), buksa (45 000)
- Assami-Bengali
  - Assami (15 miljoner)
  - Bengali (210 miljoner), chittagong (14 miljoner), sylhetti (5 miljoner), rajbangsi (2,4 miljoner),
chakma (600 000), bishnupriya-manipuri (75 000), hajong (20 000)

SYDINDISKA (4 språk med 89 miljoner talare)
- Marathi
  - Marathi (80 miljoner)
- Konkani
  - Konkani (8 miljoner), bhil-konkani (600 000), varli (500 000)

SINHALA-DIVEHI (2 språk med 13,2 miljoner talare)
- Sinhala (singalesiska) (13 miljoner), divehi (maldiviska) (220 000)

ROMANI-DOMARI (3 språk med 4 miljoner talare)
- Romani (3,5 miljoner), Domari (500 000), Lomavren (100 000?)

OKLASSIFICERADE (8 språk med 220 000talare)

Förutom de klassificerade nyindoariska språken finns det vissa skriftlösa språk, som hittills inte blivit inordnade i någon av huvudgrenarna. Möjligen är några av dessa språk dialekter av klassificerade språk. Hittills finns inga lingvistiska undersökningar eller grammatikor för något av dessa språk. Det rör sig om: 
- Tippera (100 000talare), kanjari (50 000), od (50 000), usui (5 000), vaagri booli (10 000),
darai (7 000), kumhali (1 000), chinali (1 000).

## Ljudlära
De indoariska språkens fonembestånd har förblivit ganska stabilt under de olika språkstadierna. Karakteristiska ljud som de retroflexa och aspirerade konsonanterna förekommer såväl i forn- och medelindoariska som i nästan alla nyindoariska språk. Däremot har de olika språkstadierna framför allt beträffande fördelning av ljuden i ordet genomgått djupgående förändringar, varigenom ordens ljudmässiga form delvis förändrats avsevärt. 

### Konsonanter
Karakteristiskt för konsonantsystemet i de indoariska språken är ett stort antal (i regel 20) klusiler, som urskiljs efter fem artikulationsställen (velar, palatal, retroflex, dental och labial). Kontrasten mellan retroflext ṭ och dentalt t (jämför hindi totā "papegoja" och ṭoṭā "brist") är typisk för språken i Sydasien. Fastän man traditionellt klassificerar c och j som klusiler, uttalas de i praktiken snarare som affrikator, alltså ʧ och ʤ. Skillnaden mellan tonande och tonlösa konsonanter (till exempel p gentemot b) är också betydelseskiljande liksom aspiration, som förekommer såväl vid tonlösa som vid tonande klusiler (till exempel p, b gentemot ph, bh). Enligt den traditionella indiska grammatikens beskrivning finns för varje av de fem raderna klusiler en homorganisk (uttalad på samma artikulationsställe) nasal. Därmed uppstår följande system av klusiler och nasaler (angivna med IAST-transkription och ljudvärde i IPA-tecken):
|           | Klusiler         | Klusiler | Klusiler          | Klusiler | Nasaler |
| Tonlös    | tonlös aspirerad | Tonande  | tonande aspirerad |          | Nasaler |
| --------- | ---------------- | -------- | ----------------- | -------- | ------- |
| Velar     | k [k]            | kh [kʰ]  | g [g]             | gh [gʱ]  | ṅ [ŋ]   |
| Palatal   | c [c]            | ch [cʰ]  | j [ɟ]             | jh [ɟʱ]  | ñ [ɲ]   |
| Retroflex | ṭ [ʈ]            | ṭh [ʈʰ]  | ḍ [ɖ]             | ḍh [ɖʱ]  | ṇ [ɳ]   |
| Dental    | t [t]̪            | th [t̪ʰ]  | d [d̪]             | dh [d̪ʱ]  | n [n]̪   |
| Labial    | p [p]            | ph [pʰ]  | b [b]             | bh [bʱ]  | m [m]   |

Några perifera indoariska språk har förenklat detta system. I singalesiskan har aspirationen förlorats (troligen på grund av inflytande från tamil), medan assamesiskan inte har några retroflexa fonem. Andra språk har utvecklat ytterligare fonem; exempelvis har sindhi implosivorna [ɠ], [ʄ], [ɗ] och [ɓ]. Vad gäller nasalerna, var ursprungligen endast m, det dentala n och det retroflexa ṇ självständiga fonem, och åtskillnaden mellan de två senare bevaras inte i alla moderna språk. Ljuden ṅ och ñ är oftast endast positionsbetingade allofoner, som endast förekommer före de motsvarande klusilerna. I vissa språk har de dock uppnått sekundär fonemstatus.
I klassisk sanskrit förekom tremulanten r [r] och lateralen l [l]. Andra indoariska språk har utvidgat sitt fonemförråd på detta område: En retroflex lateral ḷ [ɭ] förekommer redan i vediskan och senare bland annat i oriya, marathi, gujarati och panjabi. Hindi, bengali, panjabi och sindhi har en retroflex flapp [ɽ]. 
Medan det i fornindoariskan förekom ytterligare fyra frikativor, de tre sibilanterna ś [ɕ], ṣ [ʂ] och s [s] samt h [ɦ] har de tre ursprungliga sibilanterna sammanfallit till ett ljud i de moderna språken, i väster oftast [s], i öster [ʃ]. Oftast har dock en åtskillnad mellan [s] och [ʃ] återinförts genom lånord. De halvvokaler som förekommer är y [j] och v [ʋ].
Förutom dessa ursprungliga indoariska konsonanter har många nyindoariska språk övertagit nya fonem genom lånord från persiskan och engelskan, nämligen [f], [z], [x], [ɣ] och [q]. I alla språk utom urdu är dessa fonems ställning dock inte särskilt befäst och i slarvigt uttal blir de ofta ersatta av likartade ljud, alltså ungefär philm istället för film.

### Vokaler
Antalet vokalfonem rör sig i de flesta nyindoariska språken mellan sex och tio. Romani har bara fem vokaler. Singalesiskan har däremot ett system med 13 vokaler, som i första hand bygger på åtskillnad efter vokallängd. För de dardiska språken och vissa marathidialekter har system med upp till 18 vokaler beskrivits, men dessa är otillräckligt utforskade.
De viktigaste indoariska språkens vokalsystem är som följer:
| Språk            | Vokalfonem                                    |
| ---------------- | --------------------------------------------- |
| Marathi, nepali: | /[i], [e], [a], [ə], [o], [u]/                |
| Oriya:           | /[i], [e], [a], [ɔ], [o], [u]/                |
| Bengali:         | /[i], [e], [æ], [a], [ɔ], [o], [u]/           |
| Assamesiska:     | /[i], [e], [ɛ], [a], [ɒ], [ɔ], [o], [u]/      |
| Gujarati:        | /[i], [e], [ɛ], [a], [ə], [ɔ], [o], [u]/      |
| Hindi, panjabi:  | /[i], [ɪ], [e], [æ], [a], [ə], [ɔ], [o], [u]/ |

Anmärkning: Det korta a-ljudet kan återges som [ʌ] eller [ə].
Det symmetriska tio-vokal-systemet i hindi och panjabi står närmast sanskrit. I sanskrit bestod dock skillnaden mellan par som i / ī främst i vokallängd: [i] / [iː]. I de nyindoariska språken har denna kvantitativa åtskillnad ersatts av en kvalitativ: [ɪ] / [i]. Det är dock möjligt att den kvalitativa åtskillnaden redan från början ingick i åtskillnaden efter vokallängd. Åtminstone för kort a [ə] och långt ā [aː] beskrivs en åtskillnad i vokalkvalitet redan i de äldsta grammatikerna. Dessutom hade sanskrit de "konsonantiska vokalerna" r̥, r̥̄ och l̥. De två senare är mycket ovanliga, men r̥ förekommer däremot även i de moderna språken i lånord från sanskrit och uttalas idag som [rɪ] (till exempel r̥ṣi [rɪʃɪ] "rishi").
Fonemen [æ] och [ɔ] i hindi och panjabi går ursprungligen tillbaka på diftongerna [ai] och [au] och uttalas i vissa dialekter fortfarande som diftonger. Medan dessa diftonger är fonematiska, uppfattas de talrika vokalförbindelserna i nyindoariska språk inte som självständiga fonem.
De rena vokalerna har i de flesta nyindoariska språken motsvarande nasalvokaler (till exempel hindi cā̃d "måne"). Sanskrit har likaså en nasalisering som betecknas som anusvara (ṃ) (till exempel māṃsa "kött"), som dock bara uppträder i förutsägbara fall och därför, i motsats till nasalvokalerna i de moderna språken, inte är fonematisk. Detsamma gäller för den tonlösa aspiratan visarga (ḥ) i sanskrit, vilken oftast uppträder i slutet av ord och språkhistoriskt går tillbaka på s eller r (jämför nominativändelsen -aḥ i sanskrit med grekiska -os och latinets -us).

### Ordmelodi
Den äldsta indoiranska språkformen, vediskan, hade en tonaccent som motsvarade den i gammalgrekiskan (jämför vediska pā́t, padáḥ med gammalgrekiska poús, podós "fot"). Accenten kunde falla på vilken stavelse som helst i ordet och uttalades med en högton (udātta). I klassisk sanskrit förändrades den tonala accenten till en dynamisk accent. Accentens position stämde inte överens med den gamla tonala accenten, utan föll, ungefär som i latinet, enligt förutsägbara regler på den näst sista, tredje sista eller fjärde sista stavelsen. Betoningen följer olika regler i de nyindoariska språken, men är nästan aldrig betydelseskiljande. Ett undantag är assamesiskan (jämför ˈpise "han dricker" med piˈse "då").
Panjabi utgör ett specialfall, då det är ett tonspråk. De tre betydelseskiljande tonerna (till exempel koṛā "piska", kóṛā "spetälsk", kòṛā "häst") har uppstått sekundärt under inflytande av tidigare aspirerade konsonanter (jämför panjabi kòṛā med hindi ghoṛā).

### Fonologiska förändringar
De fornindoariska språken hade en komplicerad fonologi, som fortfarande står ganska nära den indoeuropeiska typen. De viktigaste punkterna där sanskrit skiljer sig från det rekonstruerade indoeuropeiska urspråket är följande:
- Vokalerna *a, *e och *o sammanfaller till a (jämför latin agit med sanskrit ajati "han driver", gammalgrekiska esti med sanskrit asti "han är" och gammalgrekiska posis med sanskrit patiḥ "make, härskare")
- De stavelsebildande nasalerna *n̥ och *m̥ övergår till a (jämför latin in- med sanskrit a-)
- Monoftongisering av *ai och *au till e och o (jämför gammalgrekiska oida med sanskrit veda "jag vet")
- Labiovelarerna *kw, *gw och *gwh sammanfaller med velarerna k, g, gh. Framför ursprungligen främre vokaler övergår dessa till palatalerna c, j (jämför latin -que och sanskrit ca "och").
- Palatovelarerna *ḱ, *ǵ och *ǵh övergår till ś, j och h (jämför latin centum med sanskrit śatam "hundra"), därigenom tillhör sanskrit satemspråken.
- En rad tonlösa aspirerade konsonanter uppstår förutom de tonande
- Retroflexa konsonanter uppstår under inflytande från icke-indoariska språk.

I början av ord och inom ord uppträder i sanskrit komplexa konsonantkluster (till exempel jyotsna "månsken"). Orden kan däremot sluta endast med bestämda konsonanter, och förbindelser av flera konsonanter förekommer i regel inte (jämför latin vox och avestiska vāxš med sanskrit vāk "röst"). När ljud möts inom ord eller vid två angränsande ord uppträder sandhifenomen (till exempel na uvāca till novāca "han sade inte").
Under den medelindoariska perioden förenklades fonologin betydligt. Inga sandhiregler kommer längre till användning, och fonembeståndet blir något mindre. Den viktigaste förändringen i de medelindoariska språken var den radikala förenklingen av stavelsestrukturen till en typ som liknade den i dravidiska språk: Konsonantförbindelser i ordens början var inte längre möjliga, i det inre av ord förekom endast bestämda konsonantförbindelser som var lätta att uttala (fördubblade konsonanter eller förbindelser med en nasal som första beståndsdel) och i ordslut tilläts inga konsonanter alls förutom den nasalerade ṃ. De viktigaste ljudförändringarna i medelindoariskan är:
- Konsonantförbindelser i ordens början reduceras (till exempel sanskrit prathama "förste", skandha "skuldra" till pali paṭhama, khandha)
- Konsonantförbindelser i det inre av ord assimileras (till exempel sanskrit putra "son", hasta "hand" till pali putta, hattha)
- Utljudande konsonanter bortfaller (till exempel sanskrit paścāt "bakom" till pali pacchā), endast -m och -n behålls som nasalerat anusvara (till exempel sanskrit kartum "göra" till pali kattuṃ).
- Spiranterna ś, ṣ och s sammanfaller (till exempel sanskrit deśa "land", doṣa "fel" och dāsa "tjänare" till pali desa, dosa, dāsa)
- De konsonantiska vokalerna r̥, r̥̄ och l̥ bortfaller (till exempel sanskrit pr̥cchati "han frågar" till pali pucchati)
- Diftongerna ai, au och ljudförbindelserna aya, ava övergår till monoftongerna e och o (till exempel sanskrit auṣaḍha "läkeört", ropayati "han planterar" till pali osaḍha, ropeti)
- i den senare fasen bortfaller intervokaliska konsonanter (till exempel sanskrit loka "värld" till prakrit loa), aspirerade intervokaliska konsonanter blir till h (till exempel sanskrit kathayati "han berättar" till prakrit kahei). Därigenom uppstår följder av två vokaler, vilket inte var tillåtet i sanskrit.

I de nyindoariska språken har stavelsestrukturen utvecklat sig bort från den enkla typen i medelindoariskan genom att korta vokaler har bortfallit. Så förekommer konsonanter i ordslut till och med oftare än i sanskrit, och i det inre av ord är ytterligare konsonantkombinationer möjliga. Denna utveckling förstärks genom lånord från icke-indoariska språk. Många nyindoariska språk har genomgått speciella utvecklingar, som det inte kan gås närmare in på här. Centrala kännetecken som karakteriserar fonetiken i flertalet av de nyindoariska språken är:
- Bortfall av korta vokaler i ordslut (till exempel prakrit phala "frukt" till hindi, nepali phal, bengali, assamesiska phɔl eller oriya phɔlɔ)
- Bortfall av obetonade korta vokaler i det inre av ord (till exempel prakrit sutthira "fast" till hindi suthrā, prakrit gaddaha "åsna" till bengali gādhā). Därigenom har talrika nya konsonantförbindelser uppstått. Detta leder vid flerstaviga stammar delvis till alternans (till exempel hindi samajh-nā "förstå" och samjh-ā "förstådd").
- Förenkling av dubbla konsonanter ersättningsförlängning av den föregående vokalen (till exempel prakrit satta "sju" till hindi, marathi sāt, bengali ʃāt, men panjabi satt)
- Ersättning av en nasal före en klusil genom förlängning och nasalisering av de föregående vokalen (till exempel prakrit danta "tand" till hindi, bengali dā̃t, men panjabi dand).

## Morfologi
De indoariska språkens morfologi har genomlevt grundläggande ändringar under loppet av deras utveckling. Det fornindoariska sanskrit var ett i hög grad syntetiskt och flekterande språk med en komplicerad formlära, inte olikt latinets och den klassiska grekiskans. Under utvecklingen till de medelindoariska språken skedde en tydlig förenkling av formbildningen. De nyindoariska språken har övergått till en vittgående analytisk språkstruktur med agglutinerande inslag. Språktypologiskt är de indoariska språken starkt influerade av sina dravidiska grannspråk, och framför allt på syntaxens område avsätter sig detta inflytande redan i klassisk sanskrit.

### Nomen
Nominalmorfologin i sanskrit är komplex. Sanskrit har bevarat alla åtta kasus (nominativ, ackusativ, instrumentalis, dativ, ablativ, genitiv, lokativ, vokativ) och tre numerus (singular, dualis, plural) som antas ha funnits i det indoeuropeiska urspråket. Efter stamslut och genus böjs nomina i olika deklinationstyper med olika kasusändelser. Vissa stammar har kvalitativt avljud och är därigenom högst variabla (till exempel bildar stammen pitr̥- "fader" följande former: pitā, pitar-am, pitr-e, pitr̥-bhyām, pitr̥̄-n).
I medelindoariskan förenklades detta komplicerade system: Dualis försvann, kasussystemet reducerades genom sammanfall av genitiv och dativ och de variabla konsonantstammarna omvandlades till regelbundna vokalstammar (till exempel sanskrit gacchant-/gacchat- "gående" till pali gacchanta-), tills det i apabhramshafasen bara finns en allmän deklinationstyp kvar. I det stora hela finns dock det gamla kasussystemet kvar i medelindoariskan, om ock förenklat. Som exempel anges deklinationen av ordet putra-/putta- ("son") i singular i sanskrit, pali och apabhramsha.
| Kasus          | Sanskrit | Pali                       | Apabhramsha                         |
| -------------- | -------- | -------------------------- | ----------------------------------- |
| Nominativ      | putraḥ   | putto                      | puttu                               |
| Ackusativ      | putram   | puttaṃ                     | puttu                               |
| Instrumentalis | putrena  | puttena                    | putteṇa(ṃ), puttẽ, puttiṃ           |
| Dativ          | putrāya  | (puttāya)                  | –                                   |
| Ablativ        | putrāt   | puttā, puttasmā, puttamhā  | puttahi, puttaho                    |
| Genitiv        | putrasya | puttassa                   | puttaha, puttaho, puttassu, puttāsu |
| Lokativ        | putre    | putte, puttasmiṃ, puttamhi | putti, puttahiṃ                     |

De nyindoariska språken har däremot omgestaltat deklinationssystemet i grunden. Forn- och medelindoariskans flekterande system har behållits endast i rudiment. Oftast finns bara två primära kasus. Endast sporadiskt finns fortfarande rester av de gamla kasusen instrumentalis, lokativ och ablativ. Nominativ och ackusativ, som genom ljudförändring sammanfallit redan i apabhramsha, sammanfattas till rektus. I motsats till rektus står i regel ett obliquus (till exempel hindi laṛkā – laṛke "pojke", gujarati ghoḍo – ghoḍā "häst"). Vissa språk som bengali och assamesiska har ingen speciell form för oblikt kasus. Formellt går det oblika kasus oftast tillbaka på genitiven och har i några få språk fortfarande behållit denna funktion. I de flesta språken förekommer den dock inte ensam, utan blir ytterligare differentierat i sin betydelse genom ett system av postpositioner och sekundära affix (till exempel hindi laṛke ko "till pojken", gujarati ghoḍānuṃ "hästens"). Dessa affix går ursprungligen tillbaka på självständiga ord, men har delvis sammansmält med oblikkasuset till sekundära agglutinerande kasusändelser. Genitivändelsen -er i bengali är möjligen avlett via partikeln kera från det fornindoariska substantivet kārya med betydelsen "angelägenhet".
Pluralen bildas på olika sätt. Till exempel i hindi sker detta flekterande, med en ändelse som samtidigt uttrycker kasus och numerus (jämför nominativ singular laṛkā, plural laṛke; obliquus singular laṛke, plural laṛkõ). Andra språk som bengali använder däremot agglutinerande pluralsuffix, till vilka dessutom kan komma kasusformanter (jämför nominativ singular chele, plural chele-gulo; objektiv singular chele-ke, plural chele-gulo-ke).
De forn- och medelindoariska språken har de tre indoeuropeiska genusen maskulinum, femininum och neutrum. Bland de nyindoariska språken bibehålls detta system i de västliga språken (gujarati, marathi, konkani). I singalesiskan förekommer också tre genus, men där handlar det om ett annorlunda system, som liksom i de dravidiska språken bygger på levandehet och naturligt kön. I de flesta nyindoariska språk har maskulinum och neutrum sammanfallit. Längre österut är genuskategorin mindre starkt utpräglad. De östligaste språken bengali, assamesiska och oriya har förlorat den helt och hållet, liksom de dardiska språken khowar och kalasha längst i väster i det indoariska språkområdet.

### Verb
Verbet utmärker sig i fornindoariskan (ännu starkare i vediskan än i klassisk sanskrit) genom en stor rikedom på former. Verben konjugeras i tre personer, tre numerus (singular, dualis, plural) och tre diateser (aktivum eller parasmaipada, medium eller ātmanepada och passivum). Tempussystemet har presens, imperfekt, futurum, aorist, perfekt och i vediskan även pluskvamperfekt. Ursprungligen skilde sig tempusformerna för förfluten tid fortfarande i betydelse, men senare användes de med samma betydelse. Den vanligaste möjligheten att uttrycka förfluten tid i klassisk sanskrit är emellertid en nominalsats med perfekt particip. Modusen är indikativ, konjunktiv, optativ och imperativ. Därtill finns flera aktiva och passiva particip, gerundium, en infinitiv samt ett system av avledda verb (kausativ, desiderativum, intensivum). Verben indelas i tio klasser efter presensstammens bildning. Den huvudsakliga åtskillnaden är mellan tematiska verb, som infogar temavokalen a mellan stam och ändelse, och atematiska verb, som inte gör det. Imperfekt bildas liksom imperativ och optativ från presensstammen, medan de övriga tempusformerna är självständiga från presensstammen. Sanskrits verbalmorfologi är komplicerad och använder regelbundet medel som reduplikation och kvantitativt avljud (guṇa- och vr̥ddhi-stadier) (till exempel bildas från stammen kr̥- "göra" formerna kr̥-ta "gjord", kar-oti "han gör" och ca-kār-a "han har gjort").
I de medelindoariska språken förenklades detta system och gjordes mer regelbundet. Tempusen för förfluten tid, vars åtskillnad redan i sanskrit endast upprätthölls på konstgjord väg, ersattes fullständigt med participkonstruktionen. Konjunktiven dog också ut, liksom medium och de avledda verben med undantag av kausativ.
De nyindoariska språken använder jämte de gamla syntetiska formerna, som konjugeras efter person och numerus, i större utsträckning participformer, som förändras efter genus och numerus, samt analytiska (sammansatta) verbformer av particip och hjälpverb. De olika nyindoariska språken skiljer sig i hur de använder dessa möjligheter, vilket görs tydligt i följande jämförelse av några former av verbet för "komma" i de viktigaste nyindoariska språken:
| Språk        | Stam         | Presens ("jag kommer")           | Perfektiv ("jag kom") | Futurum ("jag kommer att komma") |
| ------------ | ------------ | -------------------------------- | --------------------- | -------------------------------- |
| Hindi-Urdu   | ā-           | ātā hū̃ (m.), ātī hū̃ (f.)         | āyā (m.), āī (f.)     | āū̃gā (m.), āū̃gī (f.)             |
| Panjabi      | āu-, āv-, ā- | āundā hā̃                         | āiā (m.), āī (f.)     | āvā̃gā (m.), āvā̃gī (f.)           |
| Kashmiri     | y(i)-, ā-    | chus yivān (m.), ches yivān (f.) | ās (m.), āyēs (f.)    | yimɨ                             |
| Sindhi       | ac-, ā-, ī-  | acā̃ tho (m.), acā̃ thī (f.)       | āīus (m.), āīasi (f.) | īndus (m.), īndīas (f.)          |
| Gujarati     | āv-          | āvũ chũ                          | āyvo (m.), āvī (f.)   | āviʃ                             |
| Marathi      | ye-, ā-      | yetõ (m.), yetẽ (f.)             | ālõ (m.), ālẽ (f.)    | yeīn                             |
| Singalesiska | e-, āv-      | enavā                            | āvā                   | ennam                            |
| Oriya        | ās-          | āsẽ                              | āsili                 | āsibi                            |
| Bengali      | āʃ-          | āʃi                              | āʃlum                 | āʃbo                             |
| Assamesiska  | āh-, ɒh-     | āhõ                              | āhilõ                 | āhim                             |
| Nepali       | āu-, ā-      | āũchu                            | āẽ                    | āunechu                          |

## Syntax
Den normala grundordföljden i alla språkstadier av indoariskan är 
subjekt-objekt-verb (SOV). I sanskrit kan denna ordföljd varieras ganska fritt, men i de nyindoariska språken är ordföljden fastare reglerad. Endast vid särskild betoning kan ett satsled ställas bakom verbet. De indoariska språken delar även de övriga typologiska kännetecken som är karakteristiska för SOV-språk: De använder postpositioner istället för prepositioner (till exempel sanskrit rāmena saha "med Rama") och sätter det bestämmande elementet före det bestämda. Det betyder att attribut föregår sina huvudord och bisatser föregår huvudsatser. Exempel på SOV-ordföljden med interlinearöversättning:
| maĩ | tum ko | ye    | kitāb | detā hū̃    |
| jag | dig    | denna | bok   | givande är |

Hindi: "Jag ger dig denna bok."
| āmi | ei    | āmgula | nūtan | bazār   | theke | enechi   |
| jag | dessa | mangos | ny    | marknad | från  | medförde |

Bengali: "Jag medförde dessa mangos från den nya marknaden."
| guru-varayā        | maṭa | iskōlēdi      | siṃhala     | akuru  | igennuvā |
| lärare+honorificum | mig  | skola-i-medan | singalesisk | skrift | lärde    |

Singalesiska: "Läraren lärde mig singalesisk skrift när jag gick i skolan." 
Redan i klassisk sanskrit föredrog man att uttrycka en sats i förfluten tid genom en passivkonstruktion med perfekt particip passivum, där den handlande personen står i instrumentalis (till exempel bālena kanyā dr̥ṣṭā ordagrant "flickan (är) sedd av pojken" istället för bālaḥ kanyām apaśyat "pojken såg flickan"). Denna konstruktion utvidgas till intransitiva verb (till exempel mayā suptam ordagrant "det blev av mig sovt" för "jag sov"). I de nyindoariska språken har ur detta en ergativliknande konstruktion utvecklats. Karakteristiskt för den är att i transitiva satser i förfluten tid antar subjektet en speciell form, som betecknas som agentiv, medan det vid intransitiva verb och i nutidssatser står i grundformen. Jämför följande exempelsatser ur hindi:
| laṛka | kitāb | kharīdtā hai |
| pojke | bok   | läsande är   |

"Pojken läser boken."
| laṛke ne        | kitāb | kharīdī |
| pojke (agentiv) | bok   | läst    |

"Pojken läste boken."

## Ordförråd
Den inhemska grammatiken indelar de moderna indoariska språkens ordförråd i fyra kategorier, som betecknas med sanskritnamn:
- tadbhava ("därav [det vill säga från ett sanskritord] uppstått"): arvord från fornindoariskan
- tatsama ("detsamma som det [det vill säga ett sanskritord]"): direkta lån från sanskrit
- deśya ("lokal"): ord utan motsvarighet i sanskrit
- videśi ("främmande"): lånord från utomindiska språk

### Arvord
Kärnan i det nyindoariska ordförrådet bildar tadbhava-orden, som har hämtats på naturliga vägar från fornindoariskan över mellanstadiet de medelindoariska prakritspråken och därvid har förändrats till sin form genom en rad ljudförändringar. Så går hindiordet khet ("åker") via prakrit khetta tillbaka på sanskrit kṣetra. Vissa ord som deva ("gud") eller nāma ("namn") hade redan i fornindoariskan så enkel form, att de inte genomgick någon vidare förändring. Tadbhava-ord kan ha ett ursprungligen icke-indoeuropeiskt ursprung, då det redan i sanskrit fanns lån från dravidiska språk och mundaspråk.
Några indoariska ordjämförelser 
| Språk        | Hand  | Tand  | Öra   | göra  | dricka   | höra    |
| ------------ | ----- | ----- | ----- | ----- | -------- | ------- |
| Sanskrit     | hasta | danta | karṇa | kar-  | pib-     | śṛn-    |
| Hindi        | hāth  | dā̃t   | kan   | kar-  | pī-      | sun-    |
| Bengali      | hāt   | dā̃t   | kān   | kɔr-  | pi-      | ʃon-    |
| Panjabi      | hatth | dand  | kann  | kar-  | pī-      | suṇ-    |
| Marathi      | hāt   | dāt   | kān   | kar-  | pi-      | aik-    |
| Gujarati     | hāth  | dā̃t   | kān   | kar-  | pī-      | sā̃bhaḷ- |
| Oriya        | hātɔ  | dāntɔ | kānɔ  | kɔr-  | pi-      | suṇ-    |
| Sindhi       | hathu | ɗandu | kanu  | kar-  | pi-      | suṇ-    |
| Assamesiska  | hāt   | dā̃t   | kān   | kɔr-  | pi-      | xun-    |
| Nepali       | hāt   | dā̃t   | kān   | gar-  | piu-     | sun-    |
| Kashmiri     | athɨ  | dād   | kan   | kar-  | co-      | buz     |
| Singalesiska | ata   | data  | kaṇa  | kara- | bo-, bī- | ähe-    |
| Romani       | vast  | dand  | kan   | ker-  | pi-      | sun-    |

### Sanskritismer
Ord som har inlånats i oförändrad form (eller snarare: oförändrat skrivsätt) direkt från sanskrit betecknar man som tatsamas. Uttalet kan avvika fullständigt därvid: skillnaden mellan bestämda ljud som ś och ṣ bevaras oftast inte längre, i hindi och marathi bortfaller ofta kort a i ordslut, i bengali blir konsonantkluster assimilerade. Så uttalas tatsama-ordet ātmahatyā ("självmord") på hindi [aːtmʌhʌtjaː], på bengali däremot [ãttohɔtta]. I singalesiskan räknas ord som övertagits från pali, vilket i egenskap av den buddhistiska kanons språk intar en ungefär lika viktig roll som sanskrit, som tatsamas. Delvis förekommer dubbletter av tadbhava- och tatsama-ord, där tatsama-ordet då oftast har en specialiserad betydelse. Så finns i hindi jämte den förväntade tadbhavan khet för ett fält i konkret betydelse (det vill säga ett som man kan plöja) tatsama-ordet kṣetra som betecknar ett "fält" i överförd bemärkelse (alltså ett arbetsfält och dylikt).
I de moderna indoariska litteraturspråken (förutom sådana som urdu, som är underkastade islams kulturella inflytande) har användningen av sanskritord antagit mycket stora mått. Framför allt i det högre registrets ordförråd finns mycket många sanskritismer, liknande hur latinska och grekiska lånord används i de europeiska språken. Nationalistiska kretsar främjar användning av sanskritord som en symbol för politisk hinduism och försöker etablera sanskritnybildningar i skriftspråket även för nyare begrepp som "elektricitet". I vardagsspråket kan konstgjorda sanskritneologismer dock endast med svårighet göra sig gällande mot engelska lånord.

### Lånord
Till deśya-orden räknar man ord utan paralleller i sanskrit. Hit hör ord som ärvts från fornindiska dialekter, som saknas i sanskrit, samt lånord från dravidiska språk och mundaspråk. Därtill kommer i nyindoariska språk i större antal lånord som hämtats från utomindiska språk, framför allt persiskan, arabiskan, portugisiskan, och engelskan, som den indiska grammatiken räknar till videśi-kategorin.
Under det ungefär åtta hundra år långa islamiska herraväldet i norra Indien var persiska överskiktets hovspråk. Så kom många persiska och via persisk förmedling även arabiska ord in i de indoariska språken. För urdu, de indiska muslimernas språk, övertar persisk-arabiskan en liknande roll som källa till ord som sanskrit för de språk som till största delen talas av hinduer. I överensstämmelse därmed är dess andel stor i urdu, medan den är liten i språk som nepali, assamesiska och singalesiska, som inte varit underkastade något varaktigt islamiskt inflytande.
En förhållandevis liten andel av lånorden kommer från portugisiskan, som de indiska språken kom i kontakt med från 1500-talet genom europeiska sjöfarare. Från portugisiskan har ord som chave för "nyckel" (hindi cābhī, marathi cāvī), janela för "fönster" (hindi janglā, bengali jānālā, singalesiska janēlaya) och mestre för "hantverkare" (hindi mistrī, marathi mestrī) övertagits. Ytterst talrika är sedan den brittiska kolonialtiden de engelska lånorden. Framför allt moderna begrepp som "hotell" (hoṭal), "biljett" (ṭikaṭ, från ticket) och "cykel" (sāikil, från cycle) har tagits upp från engelskan.

## Skrifter
De indoariska språken skrivs i ett stort antal skrifter: olika indiska skrifter, den persisk-arabiska skriften och i enstaka fall latinska alfabetet. Dhivehi, språket på Maldiverna, har en fullständigt egen skrift, som kallas thaana. Den utformades på 1400-talet efter förebild från arabiska siffertecken och andra element.

### Indiska skrifter

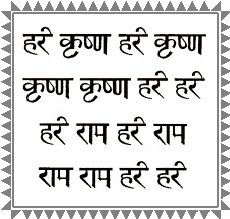
Hinduiskt mantra på sanskrit i devanagariskrift.

De flesta skrifter som används för indoariska språk tillhör, liksom Sydindiens, Sydostasiens och Tibets skrifter, till familjen indiska skriftsystem, som alla härstammar från brahmiskriften. Brahmiskriften framträder första gången i kejsar Ashokas inskrifter från 200-talet f.Kr. Dess ursprung är oklart. Det anses sannolikt att den utformades med det arameiska alfabetet som förebild. Den i Indien populära tesen att den härstammar från Indusskriften förkastas av västerländska forskare. Under tidens gång uppdelades brahmiskriften i talrika regionala varianter, som grafiskt delvis skiljer sig mycket starkt från varandra. Strukturellt är de dock mycket likartade och delar alla samma funktionsprincip. Det rör sig om en mellanform mellan alfabet och stavelseskrift, så kallad abugida, där varje konsonanttecken har en inneboende vokal a, som kan modifieras genom diakritiska tecken. Konsonantförbindelser uttrycks genom ligaturer. Tecknens ordningsföljden i de indiska skriftsystemen är inte godtycklig som i det latinska alfabetet, utan återspeglar de indoariska språkens fonologi. Bokstäverna ordnas på följande sätt:
- Vokaler (a, ā, i, ī, u, ū, r̥, r̥̄, l̥, e, ai, o, au)
- Klusiler och nasaler efter artikulationsställe från bakre till främre
  - Velarer (ka, kha, ga, gha, ṅa)
  - Palataler (ca, cha, ja, jha, ña)
  - Retroflexer (ṭa, ṭha, ḍa, ḍha, ṇa)
  - Dentaler (ta, tha, da, dha, na)
  - Labialer (pa, pha, ba, bha, ma)
- Halvvokaler (ya, ra, la, va)
- Sibilanter och aspirata (śa, ṣa, sa, ha)

Teckenuppsättningen är väsentligen densamma i de olika skrifterna. Vissa skrifter har ett speciellt tecken för det retroflexa ḷ, och andra specialtecken kan bildas med en underställd punkt.
Följande indiska skrifter används för indoariska språk (som exempel anges den första konsonantraden ka, kha, ga, gha, ṅa):
| Skrift             | Språk                                      | Exempel |
| ------------------ | ------------------------------------------ | ------- |
| Devanagari         | Hindi, bihari, rajasthani, marathi, nepali |         |
| Bengalisk skrift   | Bengali, assamesiska, bishnupriya manipuri |         |
| Gurmukhi           | Panjabi                                    |         |
| Gujaratiskrift     | Gujarati                                   |         |
| Oriyaskrift        | Oriya                                      |         |
| Singalesisk skrift | Singalesiska                               |         |

Sanskrit skrevs traditionellt i de dåvarande regionalspråkens skrift, men idag har devanagari slagit igenom som standardskrift för sanskrittexter. För vissa språk används flera skrifter parallellt: Kashmiri skrivs i Pakistan med persisk-arabisk skrift och i Indien med devanagari. För panjabi förekommer till och med tre skriftsystem: det persisk-arabiska i Pakistan, gurmukhi bland sikherna och devanagari bland panjabispråkiga hinduer.

### Persisk-arabisk skrift

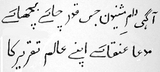
Urdudikt av Mirza Ghalib i nastaliqskrift.

Urdu, de indiska muslimernas språk, skrivs liksom de övriga indoariska språken som används i Pakistan (sindhi, panjabi, kashmiri) med den persisk-arabiska skriften. Den arabiska skriften är inte särskilt väl anpassad för att återge indoariska språk. För det första uttrycks korta vokaler inte och bland de långa vokalerna görs ingen åtskillnad mellan ū, ō och au. I arabiska lånord förekommer redundanta bokstäver, som uttalas likadant (till exempel uttalas sin, sad och tha alla som s). För andra ljud som förekommer i indoariska språk finns det ursprungligen inga tecken i den arabiska skriften, så att nya bokstäver har bildats med hjälp av diakritiska tecken (till exempel ٹ ṭ, ڈ ḍ och ڑ ṛ för de retroflexa ljuden i urdu). Vid bildandet av dessa specialtecken uppvisar urdus och sindhis alfabet skillnader (så skrivs retroflexerna i sindhi ٽ ṭ, ڊ ḍ och ڙ ṛ), medan panjabi och kashmiri orienterar sig åt urdu-ortografin. Sindhi använder även egna specialtecken för de aspirerade konsonanterna, medan de i urdu uttrycks genom att kombinera de oaspirerade konsonanterna med h (till exempel sindhi ٿ och urdu ته för th). Dessutom urskiljer sig urdu genom att använda den svängda nastaliqskriften från sindhi, som företrädesvis skrivs med den enklare naskh.

### Latinsk skrift
De enda indoariska språk som regelmässigt skrivs med latinska alfabetet är konkani och romani. För konkani, Goas språk, utvecklades på 1500-talet en ortografi på grundval av portugisiskan. Konkani skrivs dessutom även med devanagariskriften. För kalasha, ett länge skriftlöst språk, används sedan nyligen latinska alfabetet i skolundervisningen.
I vetenskaplig kontext används latinsk translitterering. Den brukliga standarden är International Alphabet of Sanskrit Transliteration (IAST). I framställningen av konsonanter orienterar det sig åt bokstävernas ljudvärden i engelskan, varför exempelvis y skrivs för [j]. Aspirerade konsonanter uttrycks genom digrafer kh, th etc. Andra ljud, som inte har några motsvarande latinska bokstäver, uttrycks i IAST med diakritiska tecken, som makron för långa vokaler och underställda punkter för retroflexa ljud.